# 松風丸
松風丸（しょうふうまる）は、日本の海運会社である商船三井が運航する石炭運搬船である。2022年竣工。繊維強化プラスチック製の帆を搭載した世界初の船舶として、シップ・オブ・ザ・イヤー2022を受賞した。

## ウインドチャレンジャー
最大の特徴である船首の硬翼帆（こうよくほ）式風力推進装置はウインドチャレンジャーと称し、松風丸が搭載第1船となる。
商船に硬翼帆を搭載し、燃費と二酸化炭素排出軽減を目指した「ウインドチャレンジャー計画」は2009年より東京大学特任教授の大内一之を中心に研究が進められ、東大と日本郵船、商船三井、川崎汽船、大島造船所、タダノが参画し、産学連携により実証実験が行われた。当初は載貨重量18万トンのケープサイズバルカーが検討されたが、より小型で、複数の帆を配置できるよう、デッキクレーンを持たない船種であること、荷主と就航航路が決まっていることを考慮し、ポストパナマックス型のばら積み貨物船を選定。各ハッチ間に4本の帆を設置し、操舵室を前方に配置した船型で空気力学的シミュレーションを行った。風向きが真横ないしやや後方からのときに最も推進力が得られ、風速20ノット・風向100°の場合では80%の省エネ効果となる結果が得られた。従来の船舶では風の抵抗を抑えることが重要であったが、ウインドチャレンジャーでは最適な風向・風速の風を得ることが必要となる。独自のソフトウェア「WCSS （WindChallenger Sailing Simulation）」を開発し、航路のシミュレーションを行った。2013年からは長崎県佐世保市の相浦機械に40%のサイズの実証機を設置し、陸上試験を行った。
2018年からウインドチャレンジャーは大島造船所と商船三井の2社を主体としたプロジェクトになり、金沢工業大学・相浦機械・東京計器・関西設計・GHクラフト・日本海事協会・東京大学・アズビルが開発パートナーとして参画した。1番船への搭載にあたり、日本国内・国外の30か所を越える港湾の水先人会や港湾当局に説明を行った。
後述のとおり、初のウインドチャレンジャー搭載船となる松風丸は2022年10月に竣工。これに続けて、2024年竣工予定のアメリカのエンビバ社のバルカーへの搭載が決定している。商船三井と大島造船所は、2020年代後半までに10～12基ほどの搭載を目指す考えを示している。LNGタンカーやVLCCには両舷に複数の帆を設置することも検討されているが、大島造船所はばら積み貨物船に特化した造船所であるため、他の造船所での建造も考えられている。

## 松風丸
船名の松風丸（しょうふうまる）は、東北電力代表取締役社長の樋口康二郎により命名された。船籍港である秋田県能代市の「風の松原」と、ウインドチャレンジャーの「風」を組み合わせ、厳しい環境下においても力強く運航してほしいという願いが込められている。長崎県西海市の大島造船所で2022年10月7日に行われた命名・引き渡し式ののち処女航海に出発し、10月25日に目的地のオーストラリア・ニューカッスル港に到着した。

### 構造
本船では船首に1本、4枚の帆で構成される硬翼帆が設けられた。幅15 m、高さは縮帆時23 m、最大展帆時53 mで、約10 m単位で伸縮可能な構造となっている。材質は最下段が鉄製で、機械部分の重量を含めて約100トン。その上部3枚は内部が空洞のガラス繊維製の繊維強化プラスチック（GFRP）で、それぞれ高さ約10 m、20トン程度の重量である。GFRPパネルの製造技術の検討や、耐久性などの性能評価には金沢工業大学革新複合材料研究開発センターが参画した。荷役時は、荷役機器との干渉を防ぐため角度ゼロ度で固定。水先人の嚮導を受ける際や狭水路航行時にはブリッジからの視界を確保するため、角度を90度で固定する。揚力も推進力に変換できることから、360度のうち正面近傍を除く310度からの風を推力として使うことができ、燃費等をリアルタイムで測定しながら自動制御される。錨泊時や逆風時には縮帆し、風の影響を受けない方向に帆を向ける「ゼロリフトアングル」とする。

### 運用
2020年12月に商船三井と東北電力の間で輸送契約を締結し、オーストラリアやインドネシア、北アメリカなどから、能代火力発電所や原町火力発電所など東北地方4か所の石炭火力発電所で使用する燃料用石炭を輸送する。シミュレーション上では、日本－豪州航路で5%、日本－北米航路では8%の燃費削減効果を見込んでいるが、これは保守的に見積もった値であり、見込みを上回る効果も起こり得る。
本船建造における資金調達には、三井住友銀行のトランジション・リンク・ローンが活用された。企業による温室効果ガス削減を支援する金融手法で、商船三井がこの制度を利用するのはLNG燃料供給船「Gas Vitality」に続いて2例目となる。